# Stazione di Pianoro
Stazione di Pianoro vasútállomás Olaszországban, Pianoro településen.

## Vasútvonalak
Az állomást az alábbi vasútvonalak érintik:
- Bologna–Firenze-vasútvonal

## Kapcsolódó állomások
A vasútállomáshoz az alábbi állomások vannak a legközelebb:
- Stazione di Monzuno-Vado (Stazione di Firenze Santa Maria Novella, Bologna–Firenze-vasútvonal)
- Stazione di Musiano-Pian di Macina (Stazione di Bologna Centrale, Bologna–Firenze-vasútvonal)